# Mister Olympia 2014
El Mister Olympia 2014 fue la edición número 50 del Mister Olympia, la competición de culturistas más importante del mundo, organizada por la Federación Internacional de Fisicoculturismo, conocida como la IFBB por sus siglas en inglés. Fue una edición especial, por tratarse del 50 aniversario del prestigioso torneo, creado y organizado en sus inicios por el canadiense Joe Weider, también fundador de la IFBB. La competición se celebró desde el 18 hasta el 21 de septiembre de 2014, en el Centro de Convenciones de Las Vegas, en el condado de Clark, Nevada y en la Arena Orleans, en The Orleans Hotel and Casino, Paradise (Nevada). Otros eventos de culturismo como el Ms. Olympia, entre muchos otros, también se celebraron.
La competición se llevó a cabo en la ciudad de Las Vegas, Estados Unidos, donde se reunieron los mejores exponentes del culturismo mundial. El 
monto de los premios fue de $ 710 000 dólares, con un premio mayor de $ 275 000 para el ganador del Mister Olympia. El segundo de la competición, el estadounidense Kai Greene recibió $ 130 000. A Los diez primeros culturistas se les premia con dinero. Este valor aumentó en esta competición, debido a que en 2013 fue de $ 250 000.
El ganador del certamen fue el culturista estadounidense Phil Heath, después de obtener un puntaje total de diez puntos por el jurado. Kai Greene terminó con veinte puntos y el jamaiquino Shawn Rhoden con treinta. Este fue el cuarto título ganado de forma consecutiva por Phil Heath, el primero fue en 2011, de esta manera iguala en títulos a Jay Cutler.

## Ganador
El estadounidense Phil Heath consiguió nuevamente el título de Mister Olympia, por cuarta vez consecutiva. Phil compitió en la final contra Kai Greene y el jamaiquino Shawn Rhoden, revelación del torneo por obtener mejores resultados que otros culturistas experimentados como Dexter Jackson, Dennis Wolf, Branch Warren, entre otros
| Posiciones | Culturista   | Premio    | Puntaje |
| ---------- | ------------ | --------- | ------- |
| 1          | Phil Heath   | $ 275 000 | 10      |
| 2          | Kai Greene   | $ 130 000 | 20      |
| 3          | Shawn Rhoden | $ 90 000  | 30      |

Nota: La lista completa puede consultarse en las referencias y enlaces externos.